# St. Maria (Asbach)

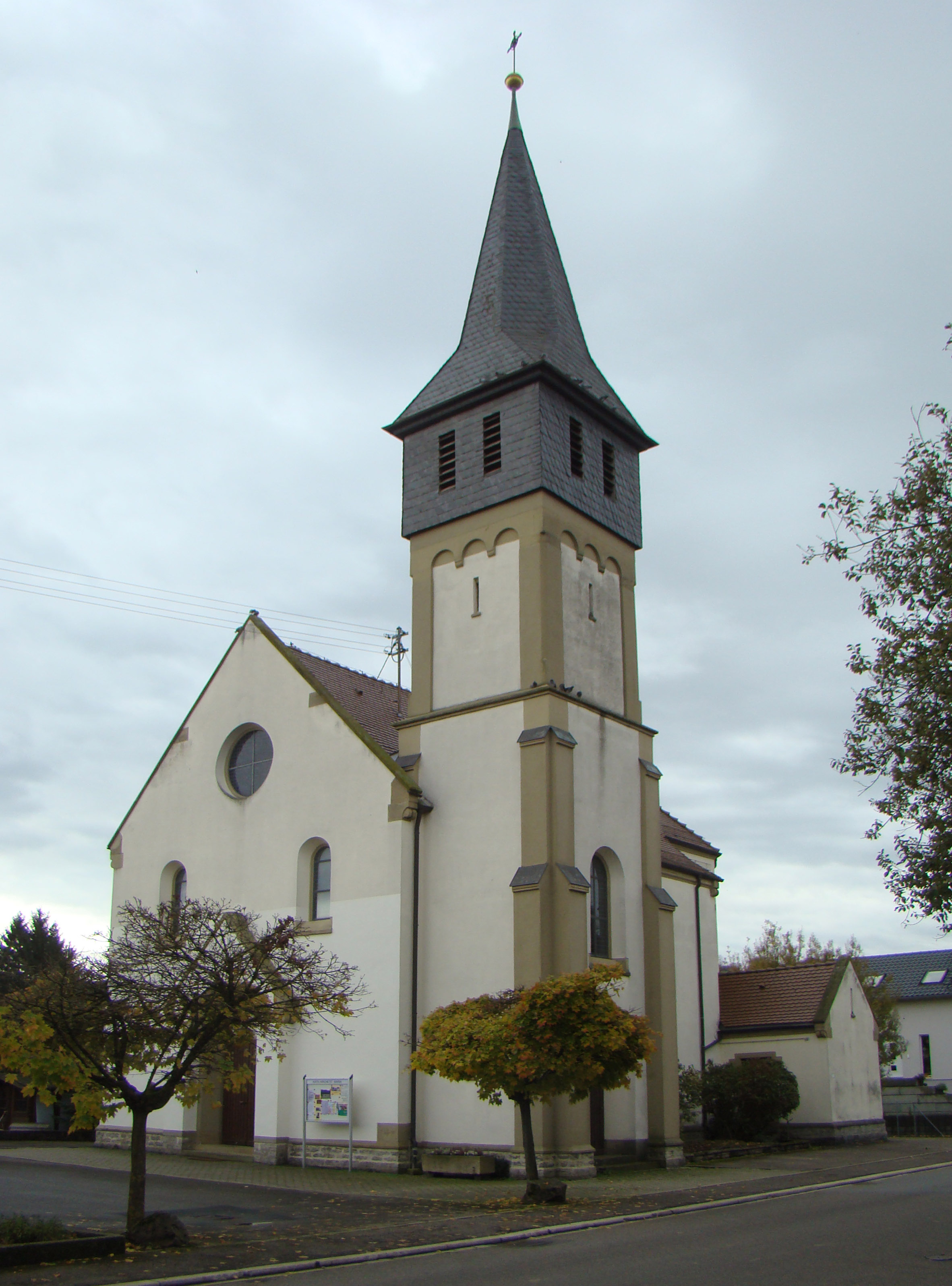
St. Maria in Asbach

Die katholische Kirche St. Maria in Asbach, einem Ortsteil der Gemeinde Obrigheim im Neckar-Odenwald-Kreis im nördlichen Baden-Württemberg, wurde ab 1890 errichtet und am 9. August 1892 eingeweiht.

## Lage
Die Kirche steht in dessen flacher Talmulde neben dem Lauf des Dorfbachs Asbach, wo dieser die Bargener Straße unterquert.

## Geschichte

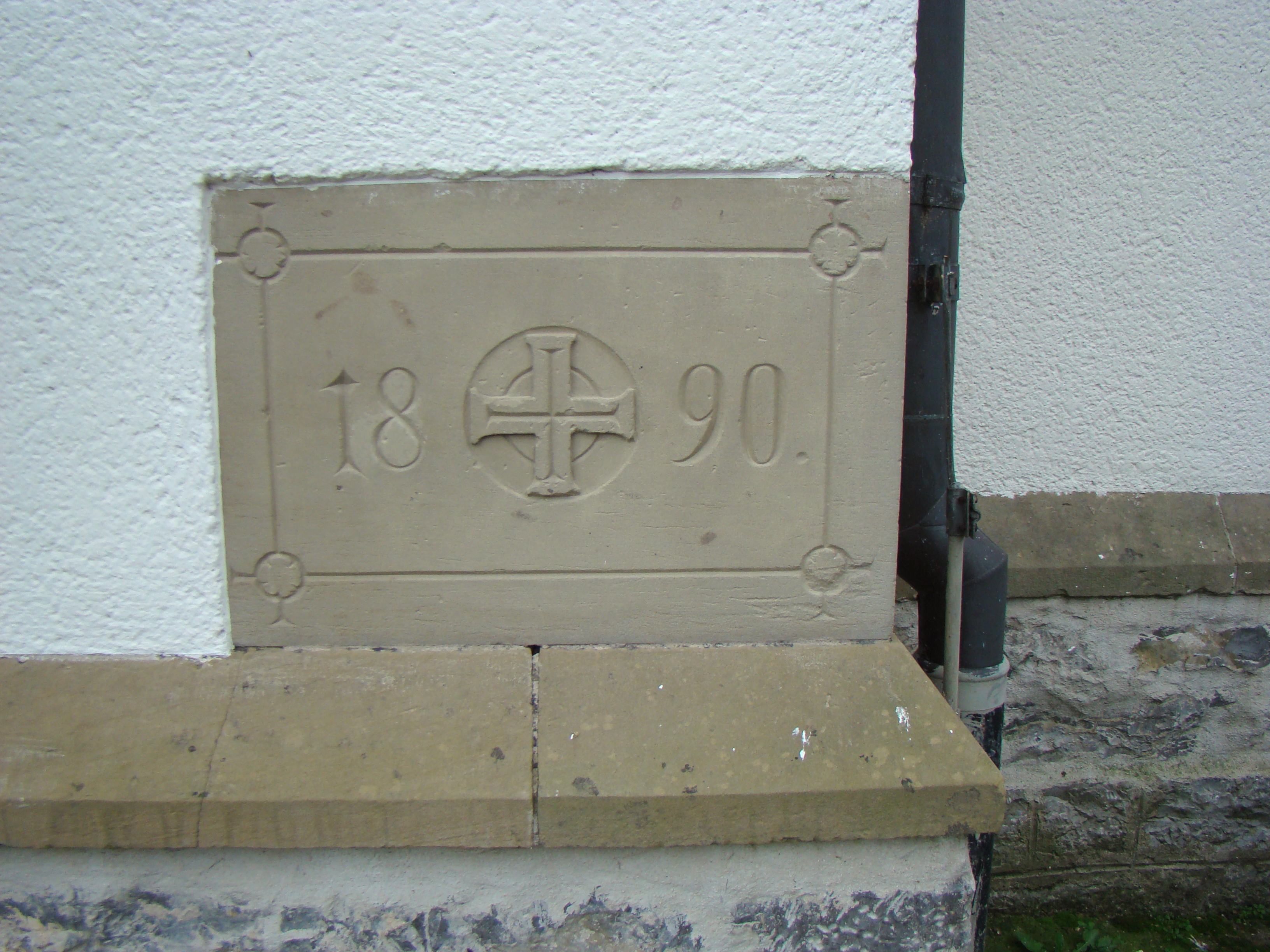
Grundstein von 1890

Bei der Pfälzischen Kirchenteilung 1705 kam die alte Asbacher Kirche an die reformierte Gemeinde. Die damals am Ort lebenden vier katholischen Familien wurden von Neunkirchen aus betreut. Um 1800 gab es rund 100 Katholiken in Asbach, die Gottesdienste in Neunkirchen oder in Bargen besuchten. Bereits damals erstrebte man den Bau einer katholischen Kirche im Ort, doch hatte zunächst der Bau eines Schulhauses Vorrang. Um 1820 scheiterte ein weiteres Kirchenbauvorhaben daran, dass der vorgesehene Bauplatz an einen Metzgermeister statt an die Kirchengemeinde vergeben wurde. Die katholische Gemeinde kam schließlich über eine testamentarische Schenkung des Altbürgermeisters Johann Adam Brunner in den Besitz eines geeigneten Bauplatzes, auf dem ab 1890 die am 9. August 1892 eingeweihte Kirche errichtet wurde.
Die Kirche wurde 1969/70 renoviert.